# Escobaria roseana
Escobaria roseana là một loài thực vật có hoa trong họ Cactaceae. Loài này được (Boed.) Buxb. mô tả khoa học đầu tiên năm 1951.